# Código Civil de Suiza

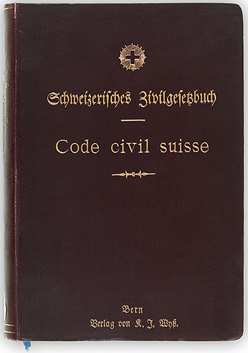
Es el libro del código de suiza de 1907

El Código Civil de Suiza (en alemán Schweizerische Zivilgesetzbuch, o ZGB) es el cuerpo legal central en la codificación del Derecho privado de Suiza. El derecho de obligaciones forma parte de este cuerpo normativo, pero sistemáticamente se le considera como un bloque independiente.
El ZGB fue desarrollo por Eugen Huber por orden del Consejo Ejecutivo Federal y fue terminado en el año 1907. Entró en vigencia en 1912.

## Estructura y contenido
- Introducción (artículos 1-10)
- Primera Parte: El derecho de las personas (art. 11-89)
  - Primer título: las personas naturales
  - Segundo título: las personas jurídicas
- Segunda Parte: El derecho de familia (art. 90-456)
  - Tercer título: el matrimonio
  - Cuarto título: el divorcio y la separación matrimonial
  - Quinto título: los efectos generales del matrimonio
  - Sexto título: los derechos de los cónyuges
  - Séptimo título: la formación de la filiación
  - Octavo título: los efectos de la filiación
  - Noveno título: la asociación familiar
  - Décimo título: la regulación general de la patria potestad
  - Undécimo título: la dirección de la patria potestad
  - Duodécimo título: el fin de la patria potestad
- Tercera Parte: el derecho de la sucesión (art. 457 - 640)
  - Decimotercer título: la sucesión legal
  - Decimocuarto título: el testamento mortuorio
  - Decimoquinto título: la apertura de la sucesión
  - Decimosexto título: los efectos de la sucesión
  - Decimoséptimo título: la división de la sucesión
- Cuarta Parte: el derecho de las cosas (art. 641 - 977)
  - Decimoctavo título: condiciones generales
  - Decimonoveno título: los bienes inmuebles
  - Vigésimo título: los bienes muebles
  - Vigésimo primer título: las cargas sobre los bienes
  - Vigésimo segundo título: el depósito inmobiliario
  - Vigésimo tercer título: el depósito mobiliario
  - Vigésimo cuarto título: la propiedad
  - Vigésimo quinto título: el registro inmobiliario
- Título final: condiciones de regulación

- Datos: Q206834